# Institut für Bioprozess- und Analysenmesstechnik

Luftaufnahme des iba e.V.

Das Institut für Bioprozess- und Analysenmesstechnik e.V. (iba) ist eine außeruniversitäre Forschungseinrichtung des Freistaates Thüringen in Heilbad Heiligenstadt.
Im Rahmen des Forschungsprofils „Biotechniques at Interfaces“ werden im iba Themen der anwendungsorientierten Vorlaufforschung auf dem Gebiet technischer Systeme für die Lebenswissenschaften bearbeitet. Die Untersuchung, Veränderung und Nutzung von Grenzflächen und Grenzflächeneffekten zielt auf die Optimierung von Methoden, Verfahren, Geräten, Anlagen, Ausstattungen und Produkten für die Medizin, Biotechnologie und angrenzende Gebiete. Der Fokus der Forschung liegt auf dem Engineering molekularer und zellulärer Verfahren, mit denen zu patientenindividuellen Therapieansätzen geforscht werden kann.
Seit dem 3. Dezember 2013 ist das iba An-Institut der Technischen Universität Ilmenau.